# Norge (Schiff, 1881)
Die Norge war ein 1881 unter dem Namen Pieter de Coninck in Dienst gestelltes Dampfschiff, das ursprünglich einer belgischen Reederei gehörte, aber 1889 an die dänische Thingvalla-Linie verkauft und in Norge umbenannt wurde. Sie transportierte Passagiere und Fracht von Kopenhagen über Oslo nach New York. Am 28. Juni 1904 lief die Norge auf die Untiefe Hasselwood Rock in der Nähe der Felsinsel Rockall im Nordatlantik und sank; von den 795 Menschen an Bord kamen 625 (nach anderer Darstellung 635) ums Leben. Der Untergang der Norge war die bis dahin größte Schifffahrtskatastrophe auf dem Nordatlantik und wurde erst 1912 von der Titanic übertroffen. Außerdem gilt sie als eines der schwersten Schiffsunglücke in der Geschichte der Auswanderung des frühen 20. Jahrhunderts.

## Geschichte
Die Norge wurde von dem belgischen Unternehmen Theodore C. Engels & Co. aus Antwerpen in Auftrag gegeben und von der schottischen Werft Alexander Stephen and Sons am Fluss Clyde gebaut. Sie lief unter dem Namen Pieter de Coninck vom Stapel, ihr Heimathafen war Antwerpen. Sie verfügte über zwei aus Stahl gebaute Decks, sechs Schotts und einen doppelten Boden. Sie konnte insgesamt 1100 Passagiere in drei Preisklassen aufnehmen, wobei der Schwerpunkt auf der Dritten Klasse mit einer Kapazität von 900 Personen lag. Am 18. Juni 1881 wurde das fertige Schiff der White Cross Line, einer belgischen Reederei mit Sitz in Antwerpen, übergeben. Eine Woche später, am 25. Juni 1881, lief das Schiff in Glasgow zu seiner Jungfernfahrt nach New York aus.

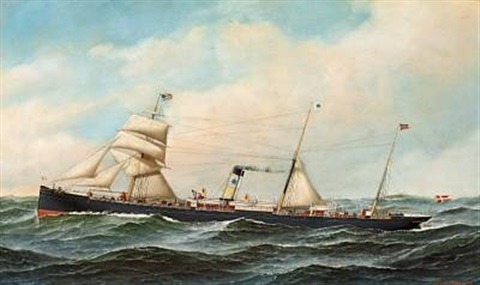
Zeichnung von Antonio Jacobsen (1896)

1889 wurde die Pieter de Coninck von der dänischen Schifffahrtsgesellschaft Dampskibs Selskabet Thingvalla (besser bekannt als Thingvalla-Linie) gekauft und in Norge umbenannt. Die Thingvalla Line war 1880 gegründet worden und hatte ihren Hauptsitz in Kopenhagen. Um die Jahrhundertwende war sie eine der dominierenden Reedereien, was die Auswanderungswelle von Skandinavien in die Vereinigten Staaten anging. Die Pieter de Coninck wurde noch im selben Jahr umgebaut und auf der Route Stettin–Kopenhagen–Oslo–Kristiansand–New York eingesetzt.
In den folgenden Jahren kam es wiederholt zu Unfällen. Am 3. Januar 1890 lief das Schiff vor Oslo in dichtem Nebel auf Grund. Es gab keine Todesopfer zu beklagen, aber das Schiff schlug leck und die Passagiere mussten auf zwei andere Schiffe verteilt werden. Ab dem 13. Januar fanden in Göteborg die Reparaturarbeiten am Rumpf des Dampfers statt. Am 2. August desselben Jahres kollidierte die Pieter de Coninck im Hafen von New York mit der Advance. Am 20. August 1898 kam es zum ersten tödlichen Zwischenfall, als die Pieter de Coninck an der Neufundlandbank das Fischerboot Coquette rammte und versenkte, wobei 16 der 25 Fischer an Bord ums Leben kamen. 1898 wechselte das Schiff erneut seinen Besitzer, als die Thingvalla Line von der dänischen Reederei Det Forenede Dampskibs-Selskab (DFDS) übernommen wurde und die neue Unterabteilung Scandinavian American Line formte. Die Norge transportierte nun Passagiere von Kopenhagen via Oslo nach New York.

## Untergang

### Auf dem Weg nach Rockall
Am Mittwoch, dem 22. Juni 1904 lief der Dampfer in Kopenhagen zu einer weiteren Überfahrt nach New York aus. Das Kommando hatte Kapitän Valdemar Johannes Gundel (1864–1931), der die Norge bereits seit 1901 befehligte. An Bord befanden sich 68 Besatzungsmitglieder und 405 Passagiere, darunter 134 Kinder. Zwei Tage später, am 24. Juni, erreichte die Norge den Hafen von Oslo, wo 232 weitere Passagiere an Bord kamen. Am selben Tag lief sie in Kristiansand ein, wo 90 Reisende zustiegen. Hier fand auch eine Sicherheitsinspektion durch norwegische Behörden statt. Eine Rettungsübung wurde allerdings während der gesamten Reise nicht durchgeführt. Es befanden sich nun insgesamt 795 Personen auf dem Schiff, neben den 68 Mannschaftsmitgliedern 727 Passagiere, darunter 200 Kinder unter 12 Jahren und 23 Säuglinge. Der größte Teil der Passagiere stammte aus Skandinavien und Russland, es gab aber auch vereinzelte Deutsche, Briten und Amerikaner darunter.
Nach dem Ablegen von Kristiansand dampfte die Norge in nordwestlicher Richtung auf Pentland Firth zu, eine Meerenge zwischen dem schottischen Festland und den Orkney-Inseln. Der eigentliche Kurs wäre die nördliche Umschiffung der Felseninsel Rockall gewesen, aber Kapitän Gundel entschied sich für einen südlicheren Kurs. Er hatte dies in der Vergangenheit bereits öfter getan und sah darin keine Gefahr. Er ging davon aus, dass man bei gutem Wetter und ruhiger See auftauchende Klippen rechtzeitig bemerken würde und sie umgehen könne. Zudem wollte er die Felseninsel rechtzeitig zur Morgendämmerung passieren, sodass die Passagiere sie beim Frühstück in der aufgehenden Sonne sehen konnten. Daher hielt die Norge ab dem Abend des 27. Juni mit Höchstgeschwindigkeit auf Rockall zu.
Kapitän Gundel hatte jedoch nicht die in jener Nacht herrschende starke Strömung berücksichtigt. Sie brachte die Norge auf einen Kurs, der 23 Meilen nördlich von dem lag, den der Kapitän eigentlich nehmen wollte. Am frühen Morgen des 28. Juni entschied sich Gundel für einen Kurswechsel nach Süden, konnte aber aufgrund des wolkenverhangenen Himmels und starkem Nebel seine Position nicht exakt bestimmen. Als er sich sicher war, dass er südlich genug fuhr, um nicht auf die Felsen zu laufen, ließ er erneut einen westlichen Kurs einschlagen.

### Kollision und Untergang
Eine Viertelstunde nach der letzten Kursänderung, um 07:45 Uhr am 28. Juni 1904, prallte die Norge auf das zu Rockall gehörende Felsenriff Hasselwood Rock und lief auf Grund (57° 35′ 58″ N, 13° 41′ 19″ W). Da sich das Schiff mit den Wellen bewegte, ging die Schiffsführung davon aus, dass man nicht auf dem Riff festsaß, sondern es nur gestreift hatte. Gundel befahl „volle Kraft zurück“, um sein Schiff von den Felsen wegzubekommen, aber es nützte nichts mehr. Der leck geschlagene Dampfer war so schwer beschädigt, dass sich sofort an mehreren Stellen Seewasser in den Schiffsrumpf ergoss und er Schlagseite bekam. Gundel befahl das Herablassen der Rettungsboote, von denen es nicht genug für alle an Bord gab.
Auf dem sinkenden Schiff herrschten katastrophale Zustände. Das Bootsdeck war in Sekundenschnelle mit panischen Passagieren überfüllt, die nach Schwimmwesten suchten und zu den Booten stürmten. Viele von ihnen trugen nur Nachthemden oder waren halbnackt. Da viele Boote von den Massen gestürmt wurden, bevor sie überhaupt zum Herablassen fertig waren, setzten die Offiziere Pistolen ein, um die Menschen in Schach zu halten.
Ein Rettungsboot sank nach dem Zuwasserlassen, weil es vollkommen überfüllt war, ein anderes kenterte nach dem Aufschlag auf das Wasser. Ein weiteres hing noch vollbesetzt in den Davits, als die Norge unterging, und warf seine Insassen in die See. 20 Minuten nach dem Zusammenstoß sank die Norge mit hunderten Menschen an Bord. Nach dem Untergang des Schiffs breitete sich ein großer Teppich aus Leichen, Schwimmern, Trümmern und geborstenen Rettungsbooten über der Untergangsstelle aus. Nur fünf der acht Boote waren erfolgreich vom Schiff freigekommen. Kapitän Valdemar Gundel blieb bis zuletzt auf der Brücke und wurde nach dem Untergang von einem der Boote aus dem Wasser gezogen und gerettet.

### Rettung
Die fünf Rettungsboote trieben weit auseinander und wurden teilweise erst Tage später gefunden. Die spärlich bekleideten Menschen mussten Regenfälle und schwere See überstehen und hatten kaum Wasser oder Proviant an Bord. Mehrere Passagiere in den Booten starben in den Tagen auf See, bevor Rettung eintraf. Boot Nr. 3 mit 28 Menschen an Bord wurde bereits am 29. Juni von dem britischen Trawler Salvia geborgen, die Überlebenden wurden in die englische Hafenstadt Grimsby gebracht. Die 71 Menschen in Nr. 1, darunter der Kapitän, wurden von dem deutschen Dampfschiff Energie am 3. Juli gefunden und nach Stornoway auf den Äußeren Hebriden gebracht. Am selben Tag wurde Nr. 8, das für 23 Menschen konstruiert war, mit 35 Überlebenden an Bord von dem Frachtdampfer Cervona der britischen Cairn Line entdeckt, die die Insassen ebenfalls nach Stornoway brachte. Am frühen Morgen des 4. Juli entdeckte das schottische Fischerboot Largo Bay die 17 Schiffbrüchigen in Boot Nr. 5 und brachte sie nach Aberdeen. Der Schoner Olga Pauline brachte 19 Personen aus Boot Nr. 4 am 5. Juli zu den Färöer-Inseln.
Von den insgesamt 795 Menschen an Bord der Norge kamen 625 ums Leben. 170 Personen wurden gerettet, davon waren 146 Passagiere und 24 Mitglieder der Mannschaft. Es überlebten 117 Männer, 16 Frauen und 37 Kinder. Vor allen Dingen Norwegen und Dänemark waren von der Tragödie betroffen, da der größte Teil der Passagiere von dort stammte. Es handelte sich um das bis dahin schwerste Schiffsunglück auf dem Nordatlantik. Unter den Geretteten befand sich auch der 18-jährige Herman Wildenvey, der später einer der bekanntesten norwegischen Lyriker des 20. Jahrhunderts wurde. Das Unglück verarbeitete er in seiner 1937 erschienenen Autobiographie Vingehesten og verden (Mein Pegasus und die Welt).

## Dänische Untersuchung
Während die Passagiere ihre Reise in die USA fortsetzten, wurden die überlebenden Besatzungsmitglieder der Norge nach Kopenhagen gebracht. Das dänische Seefahrtsgericht unter Vorsitz von Gerichtspräsident J. N. A. Madvig wollte sie anhören und herausfinden, wie es zu dem Unglück gekommen war. Der Seemann Carl Mathiesen traf als erstes Mannschaftsmitglied am 7. Juli in Kopenhagen ein. Madvig befragte ihn noch am selben Tag unter vier Augen in einer nichtöffentlichen Sitzung. Die Gerichtsberater, Admiral Bruun und Kapitän Torm, waren erst ab der zweiten Anhörung am 10. Juli dabei. Madvig entschied sich, den gesamten Prozess nichtöffentlich durchzuführen, um die Presse auszuschließen, die Reederei zu schützen und einen Skandal zu vermeiden. Somit lag die gesamte Untersuchung in seiner Hand, die Presse war auf die Gerichtsprotokolle angewiesen.
Da 224 norwegische Staatsbürger bei dem Unglück ums Leben gekommen waren, sandte das norwegische Ministerium für Schifffahrt und Navigation unter der Leitung von Magnus Andersen einen Fragenkatalog an das dänische Gericht.
Die offiziellen Anhörungen und Untersuchungen wurden schließlich vom dänischen Justizministerium durchgeführt und zogen sich über mehrere Jahre hin. Man kam zu dem Ergebnis, dass eine „nutzlose Mannschaft“ und „sehr viel Pech“ zu dem Unglück geführt bzw. dazu beigetragen haben. Der Kapitän und seine Besatzung wurden als Hauptverantwortliche genannt. Folgende Punkte führte das Gericht als Fehlentscheidungen und Unglücksursachen an:
- Die Entscheidung, Rockall südlich zu passieren. Diese Strecke war gefährlicher als der nördliche Kurs, zudem verkehrten südlich von Rockall viele Schiffe in östlicher Richtung. Somit bestand das Risiko einer Kollision mit einem anderen Schiff.
- Die Strömungen im Pentland Firth, die als sehr stark bekannt waren, wurden nicht bedacht.
- Die Entscheidung, dicht an Rockall vorbeizudampfen, um es den Passagieren zu zeigen. Das Gericht bezeichnete es als „Russisches Roulette mit dem Leben von 800 Menschen“.
- Die Durchführung einer Vier-Strich-Peilung in einem Seegebiet mit starken Strömungen. Die Schiffsleitung hätte wissen müssen, dass eine solche Art der Standortbestimmung in Gewässern mit Strömungen nicht durchführbar ist.
- Das Versäumnis, die Besatzung ausreichend auf eventuelle Notsituationen vorzubereiten. Es hatte keine Notfall- oder Rettungsübungen gegeben, und die Crewmitglieder waren nicht mit den Sicherheitsausrüstungen auf dem Schiff vertraut.

Auch die Reederei DFDS und die Dampfschifffahrt im Allgemeinen wurden angeprangert. DFDS wurde vorgeworfen, mehr an ihrem Profit als am Wohlergehen der Passagiere interessiert zu sein und daher nur das Nötigste an Rettungsmitteln auf dem Schiff installiert zu haben. Zudem hatte die Reederei nicht aus vorhergehenden vergleichbaren Unfällen gelernt. Seefahrtsexperten forderten darüber hinaus eine Überarbeitung und Verbesserung der zu oberflächlichen Sicherheitsregelungen auf Passagierschiffen.

## Widerhall in der Presse
Die Vorgänge um den Untergang der Norge, insbesondere die Vorwürfe gegen Kapitän und Besatzung, riefen vor allem in den New Yorker Zeitungen ein lebhaftes Echo hervor, da die Nachricht mitten in die Ermittlungen gegen die Eigner des Raddampfers General Slocum hinein platzte, dessen Brand über 1000 Menschen das Leben gekostet hatte.